# N992 (België)
De N992 is een gewestweg in de Belgische provincie Namen. Deze weg verbindt Marche-les-Dames met Gelbressée.
De totale lengte van de N992 bedraagt ongeveer 3 kilometer.

## Plaatsen langs de N992
- Marche-les-Dames
- Gelbressée